# Torneo de Niza 2010
El Torneo de Niza es un evento de tenis que se disputa en Niza, Francia,  se juega entre el 17 y 22 de mayo de 2010 haciendo parte de un torneo de la serie 250 de la ATP.

## Campeones
- Individuales masculinos:  Richard Gasquet derrota a   Fernando Verdasco por 6–3, 5–7, 7–6(5)

- Dobles masculinos:  Marcelo Melo /  Bruno Soares derrotan a  Rohan Bopanna /  Aisam-ul-Haq Qureshi, 1–6, 6–3, [10–5]